# Faget-Abbatial
Faget-Abbatial é uma comuna francesa na região administrativa de Occitânia, no departamento de Gers. Estende-se por uma área de 17,46 km². Em 2010 a comuna tinha 218 habitantes (densidade: 12,5 hab./km²).